# Bondsdagverkiezingen 2021
De Duitse Bondsdagverkiezingen van 2021 vonden plaats op 26 september 2021. Het waren de twintigste federale verkiezingen waarbij een nieuwe Bondsdag wordt gekozen. In totaal deden 47 partijen aan deze verkiezingen mee. Zittend bondskanselier Angela Merkel (CDU), die sinds 2005 vier opeenvolgende regeringen leidde, stelde zich niet herkiesbaar.

## Achtergrond
Bij de vorige Bondsdagverkiezingen in september 2017 verloren de regeringspartijen CDU, CSU en SPD een groot aantal zetels, maar zij slaagden er toen wel in om hun gezamenlijke meerderheid te behouden. In maart 2018 vormden zij het kabinet-Merkel IV.
Op 9 december 2020 kondigde bondspresident Frank-Walter Steinmeier aan dat de verkiezingen van 2021 gehouden zouden worden op 26 september van dat jaar.

## Kiessysteem

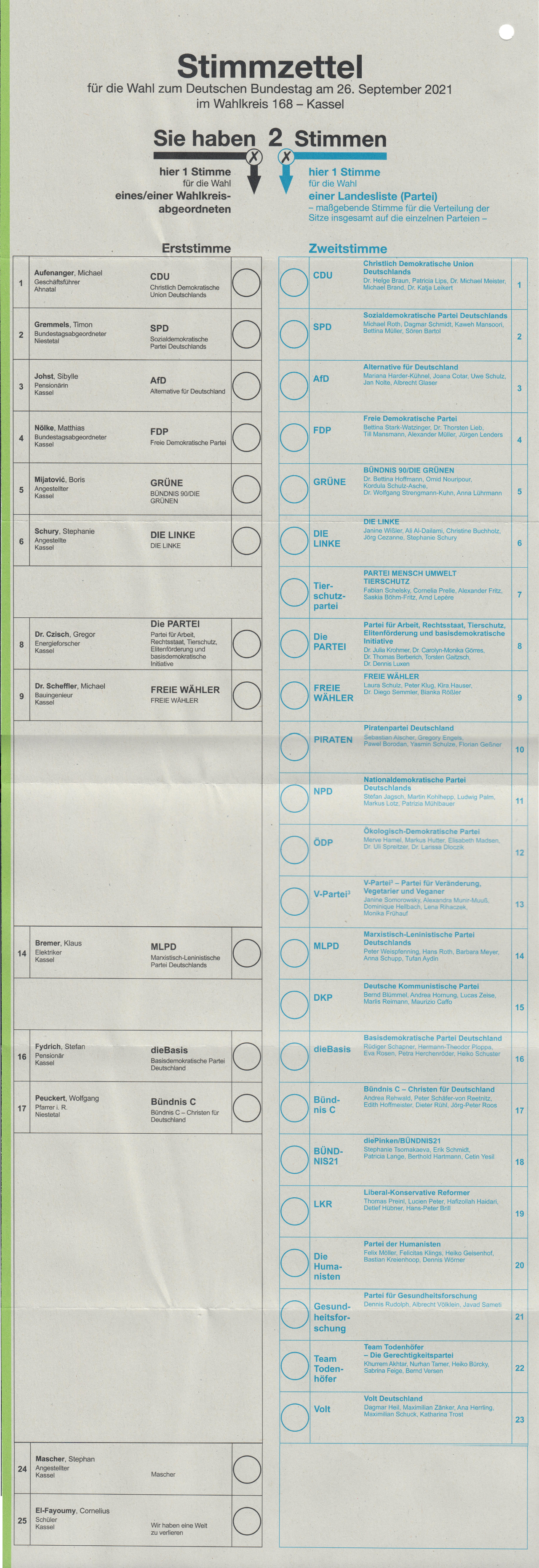
Een stembiljet voor de Bondsdagverkiezingen

De Bondsdag bestaat uit minimaal 598 afgevaardigden, waarvan de helft (299) direct in kiesdistricten (Wahlkreise) gekozen worden. Daarnaast stellen de partijen op deelstaatniveau kandidatenlijsten (Landeslisten) samen. Elke stemgerechtigde heeft twee stemmen: een Erststimme en een Zweitstimme.
Duitsland kent een systeem van evenredige vertegenwoordiging. Door Überhangmandaten en Ausgleichsmandaten kunnen er meer afgevaardigden zijn dan het wettelijk minimum. 
Er geldt een kiesdrempel van vijf procent. Als een landelijke partij onder de 5% valt, kan het alsnog in het parlement terechtkomen door minimaal drie kiesdistricten (Wahlkreise) te winnen.  
De kiesdrempel telt alleen niet voor minderheidspartijen, zoals de Südschleswigscher Wählerverband (SSW). Deze partijen krijgen het aantal zetels naar rato van hun landelijke stemmenaandeel. 

## Belangrijkste partijen en Spitzenkandidaten
| Partij | Partij                                                                                    | Kanselierskandidaat / Spitzenkandidaat | Kanselierskandidaat / Spitzenkandidaat |
| ------ | ----------------------------------------------------------------------------------------- | -------------------------------------- | -------------------------------------- |
|        | Union: Christlich Demokratische Union Deutschlands (CDU) / Christlich-Soziale Union (CSU) |                                        | Armin Laschet                          |
|        | Sozialdemokratische Partei Deutschlands (SPD)                                             |                                        | Olaf Scholz                            |
|        | Alternative für Deutschland (AfD)                                                         |                                        | Alice Weidel Tino Chrupalla            |
|        | Freie Demokratische Partei (FDP)                                                          |                                        | Christian Lindner                      |
|        | Die Linke                                                                                 |                                        | Janine Wissler Dietmar Bartsch         |
|        | Bündnis 90/Die Grünen                                                                     |                                        | Annalena Baerbock                      |

### CDU / CSU
Bondskanselier Angela Merkel (CDU), die sinds 2005 vier kabinetten leidde, kondigde in oktober 2018 aan dat zij zich bij de verkiezingen van 2021 niet opnieuw herkiesbaar zou stellen. Zij nam deze beslissing nadat haar partij en de CSU gevoelige nederlagen leden bij lokale deelstaatverkiezingen. Annegret Kramp-Karrenbauer volgde Merkel aanvankelijk op als bondsvoorzitter van de CDU, maar nadat de christendemocraten begin 2020 betrokken raakten bij een politieke crisis in de deelstaat Thüringen, besloot ook zij af te treden. Een nieuwe leiderschapsverkiezing werd gepland voor de tweede helft van 2020, maar moest worden uitgesteld vanwege de coronapandemie. In januari 2021 koos de CDU tijdens een bijzondere partijbijeenkomst voor Armin Laschet, minister-president van Noordrijn-Westfalen.
Laschet werd in april 2021 ook officieel aangewezen als kanselierskandidaat van de Union. Hij kreeg hierbij de voorkeur boven Markus Söder, de leider van de Beierse CSU.

### SPD
Net als de CDU kreeg ook de SPD na 2017 te maken met leiderschapswissels. Na het aftreden van Martin Schulz in februari 2018 werd Andrea Nahles de nieuwe partijvoorzitter. Onder haar bestuur zakten de sociaaldemocraten in de peilingen echter naar een historisch dieptepunt en werden zij voorbijgestreefd door Bündnis 90/Die Grünen. De forse nederlaag van de SPD bij de Europese verkiezingen van 2019 leidde uiteindelijk tot het vertrek van Nahles. In december 2019 werd het voorzitterschap na een leiderschapsverkiezing overgenomen door Saskia Esken en Norbert Walter-Borjans. Minister van Financiën en vicekanselier Olaf Scholz, die als voornaamste verliezer uit deze verkiezing was gekomen, werd op 10 augustus 2020 voorgedragen als kanselierskandidaat namens de SPD. In mei 2021 werd zijn kandidatuur door de partijleden officieel bevestigd.

### AfD
Na de verkiezingen van 2017 werd AfD de grootste oppositiepartij in de Bondsdag. Co-fractieleider Alice Weidel en medepartijvoorzitter Tino Chrupalla werden in mei 2021 aangeduid om de rechts-populistische partij tijdens de verkiezingscampagne aan te voeren. Het duo, dat tot de radicalere vleugel van AfD gerekend wordt, werd in een online partijverkiezing verkozen met 71% van de stemmen.

### FDP
FDP-leider Christian Lindner werd op 14 mei 2021 herkozen als partijvoorzitter en daarmee ook aangewezen als Spitzenkandidaat voor de Bondsdagverkiezingen. Hij was binnen de liberale partij de enige gegadigde.

### Die Linke
Op een partijcongres in februari 2021 werden Janine Wissler en Susanne Hennig-Wellsow gekozen als de nieuwe partijvoorzitters van Die Linke. Laatstgenoemde stelde zich echter niet beschikbaar als Spitzenkandidaat tijdens de Bondsdagverkiezingen. In mei 2021 werden Wissler en Dietmar Bartsch als duo naar voren geschoven voor deze functie. Wissler is een vertegenwoordiger van de linkse vleugel van de partij, terwijl Bartsch als gematigd wordt beschouwd. Bartsch werd in 2015 co-fractieleider van Die Linke in de Bondsdag en was bij de verkiezingen van 2017 ook al Spitzenkandidaat geweest.

### Bündnis 90/Die Grünen
De verkiezingscampagne van Bündnis 90/Die Grünen werd geleid door partijvoorzitters Robert Habeck en Annalena Baerbock. De partij kende na 2017 een sterke groei en behaalde bij verschillende deelstaatverkiezingen en de Europese verkiezingen van 2019 haar beste resultaten ooit. In nationale opiniepeilingen groeide de partij, ten koste van de SPD, uit tot de tweede partij van Duitsland en wist zij op sommige momenten zelfs de CDU/CSU voorbij te streven.
In tegenstelling tot voorgaande Bondsdagverkiezingen kozen de Groenen ervoor om (in plaats van een duo) één kanselierskandidaat aan te wijzen. Tegen veel verwachtingen in werd dit niet Habeck maar Baerbock.

## Debatten
In aanloop naar de verkiezingen gingen de kandidaten van de belangrijkste partijen verschillende keren met elkaar in debat. Voor de grote televisiedebatten, die traditioneel altijd een duel betroffen tussen CDU en SPD, werd voor het eerst ook een derde partij uitgenodigd: Bündnis 90/Die Grünen. Dit gebeurde nadat deze partij zich in opiniepeilingen en deelstaatverkiezingen profileerde als een serieuze uitdager van de twee grote partijen. De ontstane driestrijd wordt aangeduid met de term Triell.
Het eerste grote televisiedebat vond plaats op 29 augustus 2021 en werd live uitgezonden door RTL. Het tweede grote livedebat, georganiseerd door de publieke omroepen Das Erste en ZDF, volgde op 12 september. Op 19 september zonden ProSieben en Sat.1 het derde televisiedebat uit. Olaf Scholz (SPD) werd in peilingen na afloop van de drie debatten telkens uitgeroepen tot winnaar.

## Peilingen
De onderstaande grafiek toont de ontwikkelingen in de opiniepeilingen in de aanloop naar de Bondsdagverkiezingen van 2021.

## Uitslagen
De verkiezingen werden gewonnen door de SPD onder leiding van Olaf Scholz. De sociaaldemocratische partij behaalde 25,7% van de stemmen, boekte 53 zetels winst en werd voor het eerst sinds de verkiezingen van 2002 weer de grootste fractie in de Bondsdag. De christendemocratische zusterpartijen CDU en CSU leden met Armin Laschet een historische nederlaag: de Union incasseerde in totaal een verlies van 49 zetels en bereikte met 24,1% van de stemmen haar slechtste resultaat ooit.
Behalve voor de SPD was er ook een grote winst voor Bündnis 90/Die Grünen, die 14,8% van de stemmen veroverde en daarmee fors groter werd dan ooit tevoren. De liberale FDP (11,5%) zette eveneens een goede score neer en kreeg er 12 zetels bij. De radicalere partijen AfD (10,3%) en Die Linke (4,9%) behoorden tot de verliezers van deze verkiezingen en leverden respectievelijk 11 en 30 zetels in.
De regionale partij Südschleswigscher Wählerverband (SSW) behaalde één zetel en kwam daarmee na 68 jaar weer terug in de Bondsdag. De partij, die de belangen van de Friese en Deense minderheid in Sleeswijk-Holstein vertegenwoordigt, nam voor het eerst sinds 1961 aan de nationale verkiezingen deel en werd zoals gebruikelijk niet gehinderd door de kiesdrempel.

Zetelverdeling in de Bondsdag, zoals bepaald bij de verkiezingen:
Die Linke (39)
SPD (206)
SSW (1)
Bündnis 90/Die Grünen (118)
CDU/CSU (197)
FDP (92)
AfD (83)

| Partij            | Partij            | Eerste stem | Eerste stem | Eerste stem | Tweede stem | Tweede stem | Tweede stem | Zeteltotaal | Zeteltotaal |
| Partij            | Partij            | Stemmen     | %           | Zetels      | Stemmen     | %           | Zetels      | Zetels      | +/-         |
| ----------------- | ----------------- | ----------- | ----------- | ----------- | ----------- | ----------- | ----------- | ----------- | ----------- |
|                   | SPD               | 12.228.363  | 26,4%       | 121         | 11.949.756  | 25,7%       | 85          | 206         | +53         |
|                   | CDU               | 10.445.571  | 22,5%       | 98          | 8.770.980   | 18,9%       | 54          | 152         | –48         |
|                   | Bündnis 90/Grüne  | 6.465.502   | 14,0%       | 16          | 6.848.215   | 14,8%       | 102         | 118         | +51         |
|                   | FDP               | 4.040.783   | 8,7%        | 0           | 5.316.698   | 11,5%       | 92          | 92          | +12         |
|                   | AfD               | 4.694.017   | 10,1%       | 16          | 4.802.097   | 10,3%       | 67          | 83          | –11         |
|                   | CSU               | 2.787.904   | 6,0%        | 45          | 2.402.826   | 5,2%        | 0           | 45          | –1          |
|                   | Die Linke         | 2.306.755   | 5,0%        | 3           | 2.269.993   | 4,9%        | 36          | 39          | –30         |
|                   | SSW               | 34.979      | 0,1%        | 0           | 55.330      | 0,1%        | 1           | 1           | +1          |
|                   | Overige           | 3.834.891   | 7,2%        | 0           | 4.422.870   | 8,6%        | 0           | 0           | 0           |
| Totaal            | Totaal            | 46.838.765  | 100%        | 299         | 46.838.765  | 100%        | 437         | 736         | +27         |
|                   |                   |             |             |             |             |             |             |             |             |
| Kiesgerechtigden  | Kiesgerechtigden  | 61.168.234  |             |             | 61.168.234  |             |             |             |             |
| Kiezers           | Kiezers           | 46.838.765  | 76,6%       |             | 46.838.765  | 76,6%       |             |             |             |
| Geldige stemmen   | Geldige stemmen   | 46.339.602  | 98,9%       |             | 46.419.448  | 99,1%       |             |             |             |
| Ongeldige stemmen | Ongeldige stemmen | 499.163     | 1,1%        |             | 419.317     | 0,9%        |             |             |             |

#### Overhangmandaten
Naast de 598 vaste zetels werd de Bondsdag uitgebreid met 34 overhangmandaten en 103 ausgleichsmandaten. Er waren 12 overhangmandaten voor de CDU, 11 voor de CSU, 10 voor de SPD en 1 voor AfD. Het totale zetelaantal bedraagt aldus 735, een record.

## Regeringsvorming
Na de bekendmaking van de exitpoll eiste Olaf Scholz (SPD) in de loop van de verkiezingsavond de overwinning op. De uitslagen lieten volgens hem duidelijk zien dat Duitsland in hem de nieuwe bondskanselier ziet. Toch werd het kanselierschap aanvankelijk ook geclaimd door Armin Laschet (CDU/CSU), die ondanks zijn verlies mogelijkheden zag voor regeringsdeelname.
Voor de vorming van een meerderheidskabinet zijn 368 zetels nodig. Een voortzetting van een Grote coalitie (CDU/CSU en SPD), zoals die Duitsland sinds 2013 regeert, zou met 402 zetels ruimschoots mogelijk zijn, maar werd wegens de behoefte aan verandering door de betreffende partijen als ongewenst beschouwd. Aangezien de AfD door alle andere partijen uitgesloten wordt en ook een samenwerking met Die Linke onwaarschijnlijk wordt geacht (hoewel de SPD deze laatste mogelijkheid tijdens de campagne niet geheel uitsloot), blijven in de praktijk twee meerderheidscoalities mogelijk: een Verkeerslichtcoalitie (SPD, FDP en B'90/Grüne) en een Jamaica-coalitie (CDU/CSU, FDP en B'90/Grüne). Beide combinaties steunen respectievelijk op 416 en 406 zetels. De FDP en Bündnis 90/Die Grünen komen in beide coalities voor en hebben zodoende een sleutelrol waarbij zij kunnen bepalen met welke partij zij willen regeren. 
Gezien de uitslagen lag de vorming van een verkeerslichtcoalitie echter voor de hand. Daarmee zou CDU/CSU na zestien jaar bondskanselierschap van Angela Merkel in de oppositie verdwijnen. Armin Laschet toonde zich enkele dagen na de verkiezingen bereid om af te treden in een poging de onderhandelingspositie van de christendemocraten tijdens de regeringsformatie te versterken.
Op 24 november 2021 werd het coalitie-akkoord tussen SPD, FDP en de Groenen gepresenteerd. Daarmee werd de vorming van het kabinet-Scholz I een feit. Het is de eerste keer in de geschiedenis dat men op nationaal niveau een driepartijencoalitie kent. 
1949 · 1953 · 1957 · 1961 · 1965 · 1969 · 1972 · 1976 · 1980 · 1983 · 1987 · 1990 · 1994 · 1998 · 2002 · 2005 · 2009 · 2013 · 2017 · 2021 · 2025